# Peter Fankhauser

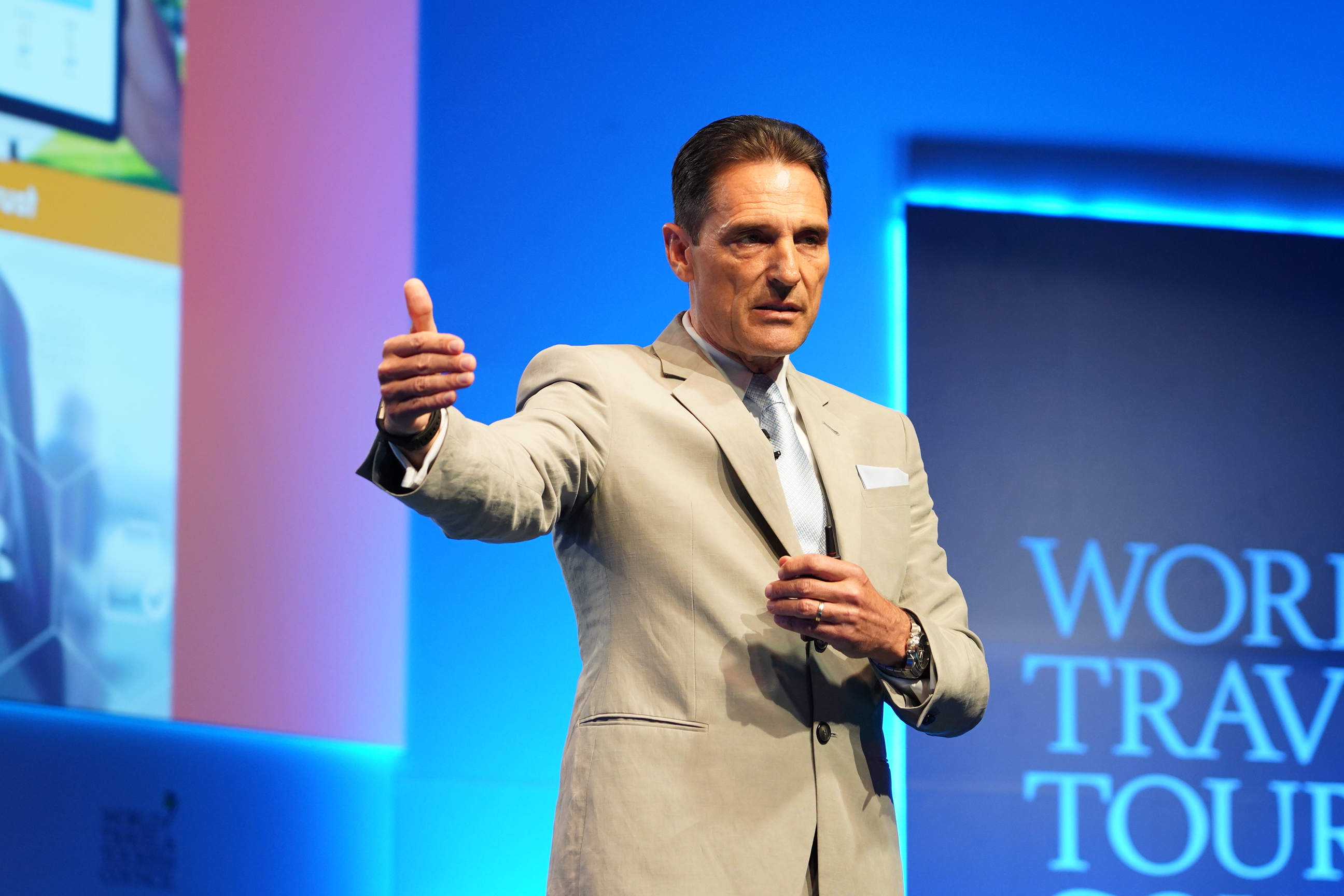
Peter Fankhauser (2018)

Peter Fankhauser (geb. November 1960) ist ein Schweizer Geschäftsmann, der von 2014 bis zum Zusammenbruch der Thomas Cook Group im Jahr 2019 deren Chief Executive Officer (CEO) war.

## Leben
Peter Fankhauser betrieb in seiner Jugend Kunstturnen, er studierte in St. Gallen Politikwissenschaft und promovierte auch in dem Fach.
Mit 28 Jahren startete er bei Kuoni, einem Schweizer Reisekonzern, zunächst als Leiter der Unternehmensentwicklung in Zürich, später wurde er zum Vertriebsdirektor Schweiz und übernahm mit 33 Jahren den Vorsitz der Geschäftsleitung von Kuoni Eventreisen in Frankfurt. Ein Jahr später folgte der Ruf zurück nach Zürich als Generaldirektor und Mitglied der Konzernleitung der Kuoni Travel Holding AG. Im Jahr 2000, im Alter von 40 Jahren, ging Fankhauser als Vorstandschef zur Düsseldorfer LTU-Gruppe.
Seit 2001 gehörte Fankhauser zu Thomas Cook – zunächst als Vorstandsmitglied und Chef für Deutschland. 2008 wurde er Chef der Thomas Cook AG und damit Mitglied im Gruppenvorstand der Thomas Cook Group plc in London. Unter seiner Leitung expandierte das Geschäft und wurde zum profitabelsten Reiseanbieter in Deutschland. 2013 wurde er Chief Operating Officer (COO) des Konzerns. Nachdem im November 2014 die damalige CEO, Harriet Green, die Thomas Cook Group mit sofortiger Wirkung verlassen hatte, wurde Fankhauser ihr Nachfolger als Chief Executive Officer (CEO).
Fankhauser änderte die Richtung und den Fokus von Thomas Cook, indem er die Kundenbetreuung in den Vordergrund stellte und das Unternehmen in ein kundenorientiertes Unternehmen umwandelte. Er erfand Thomas Cook neu, indem er neue Hotelkonzepte wie Casa Cook und Cooks Club einführte und nach China expandierte, dem am schnellsten wachsenden Reisemarkt der Welt. Unter Fankhauser fuhren 19 Mio. Kunden pro Jahr mit Thomas Cook in die Ferien, flogen mit den Flugzeugen des Unternehmens und übernachteten in dessen Hotels. Laut einem Medienbericht stieg Fankhauser zum „einflussreichsten Schweizer der Touristikindustrie“ auf.
Die Thomas Cook plc meldete am 23. September 2019 Konkurs an und trat in die Zwangsliquidation ein, die für alle britischen Gesellschaften der Thomas Cook Group in Kraft trat. Thomas Cook Airlines Scandinavia stellte vorübergehend den Betrieb ein, während andere Schwestergesellschaften den Betrieb aussetzten oder fortsetzten. Im Zuge der Liquidation mussten 150.000 britische Touristen zurückgeführt werden, der größte Fall dieser Art in der britischen Geschichte, noch vor dem Zusammenbruch von Monarch Airlines 2017. Fankhauser entschuldigte sich bei Kollegen und Kunden für den „zutiefst traurigen Tag“.
Am 12. Januar 2022 gab der britische Insolvency Service bekannt, dass die Untersuchungen zu möglichem Fehlverhalten der Führungsmannschaft von Thomas Cook ergebnislos beendet und das Management damit von möglichen Vorwürfen freigesprochen wurde.
Fankhauser ist als Honorarprofessor für Betriebswirtschaftslehre an der Universität St. Gallen tätig und geschäftsführender Gesellschafter einer auf Transformation spezialisierten Beratungsfirma.